# Donaupark Mauthausen
Der Donaupark Mauthausen ist ein Einkaufszentrum in Mauthausen in Oberösterreich mit rund 19.000 m² Verkaufsflächen für ein Einzugsgebiet von 120.000 Einwohnern.

## Beschreibung
Das Einzugsgebiet des Einkaufszentrums umfasst die Regionen Perg, Enns, Freistadt, Grein sowie aus dem benachbarten Niederösterreich St. Valentin, Haag und Strengberg. Die Immobilie mit rund 59 Shops steht im Eigentum von Leonhard Helbich-Poschacher und wird jährlich von rund 2,7 Mio. Personen frequentiert. Das 1990   eröffnete Einkaufszentrum wurde in mehreren Ausbaustufen 1995, 2001 und 2006 zum größten Einkaufszentrum zwischen Linz und Amstetten ausgebaut. 2019 wurde von 370 Mitarbeitern ein Umsatz von rund € 63 Mio. erwirtschaftet.

## Geschichte

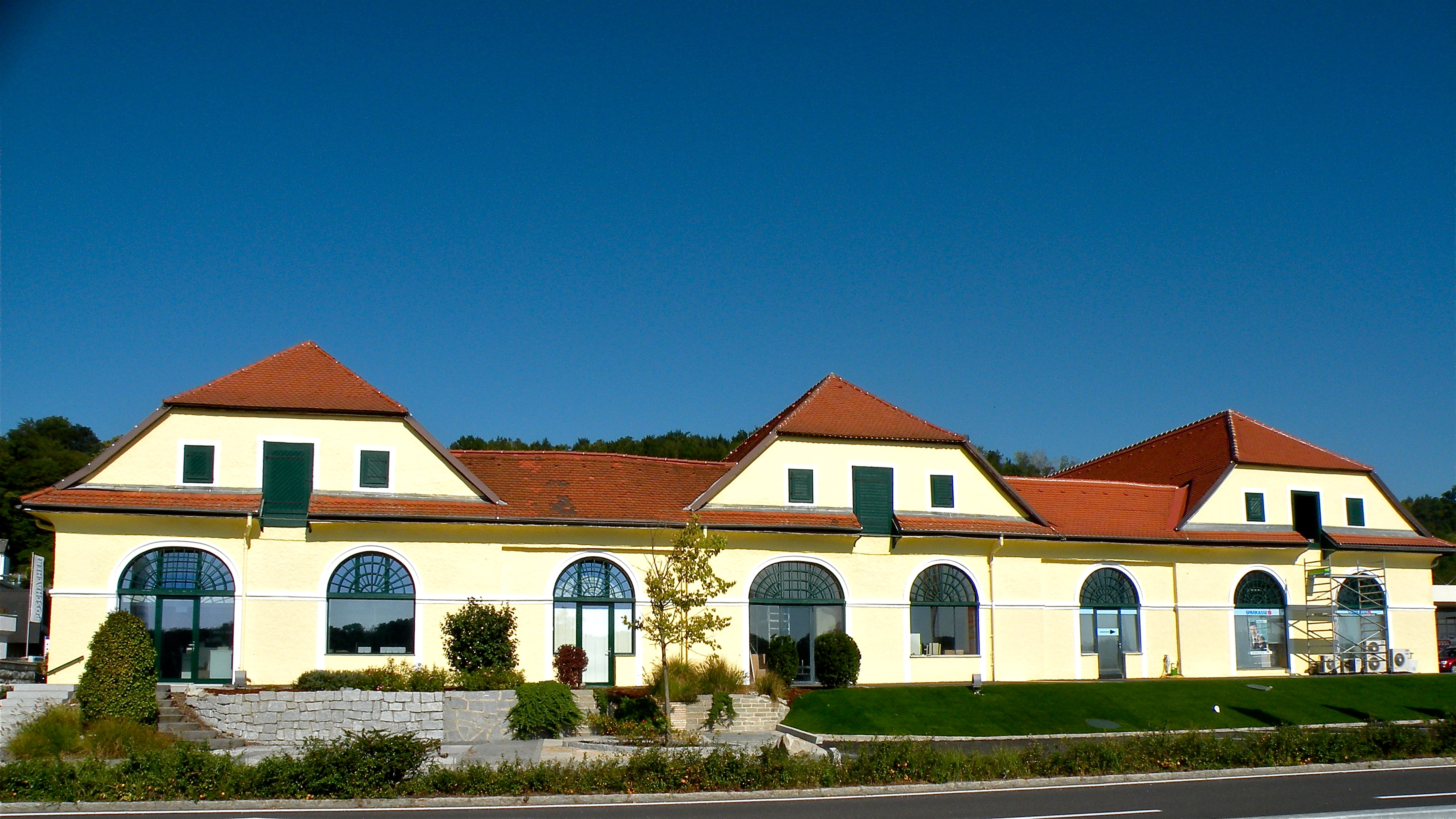
Der ehemalige Salzstadl ist Teil des Donaupark-Areals

Die Besiedelung der Fläche begann 1988 mit einer Tankstelle und einem Lebensmittelgeschäft. Ab 1990 folgte der kontinuierliche Ausbau in mehreren Stufen bis zum aktuellen Ausmaß von 59 Geschäften und einem vielfältigen Branchenmix.
Teil des Donauparks ist auch der denkmalgeschützte ehemalige Salzstadl.